# Ukrainer in Russland

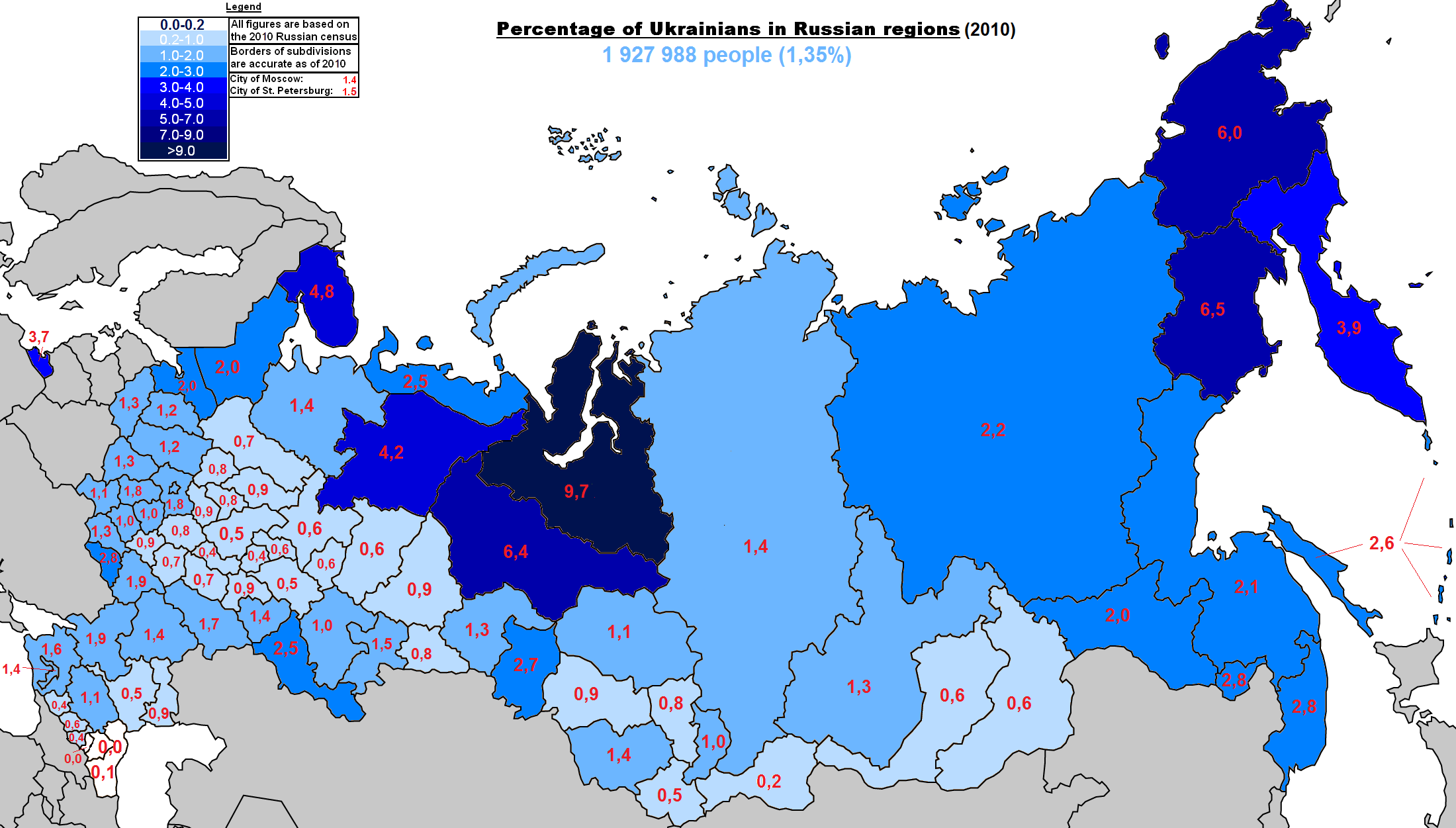
Anteil der Ukrainer in Russland (2010)

Die Ukrainer in Russland sind eine der ethnischen Minderheiten in der Russischen Föderation. Bei der russischen Volkszählung von 2021 bezeichneten sich nur noch knapp 880.000 Personen als ethnische Ukrainer. Aufgrund einer langen Einwanderungsgeschichte und des russisch-ukrainischen Krieges lebt eine große Anzahl von Personen mit ukrainischer Abstammung in Russland, von denen viele ihre ukrainische Herkunft leugnen (müssen), wobei Schätzungen von fünf bis zehn Millionen Menschen ausgehen. Große Gruppen von Ukrainern siedelten in der Zarenzeit in Gebieten des Russischen Reiches, wie dem Kuban-Gebiet oder Sibirien. Viele dieser Ukrainer verloren allerdings ihre eigenständige Identität und wurden in die russische Mehrheitsbevölkerung assimiliert. Mehrere Millionen in der Ukraine geborene Personen leben in Russland, darunter ethnische Ukrainer und Russen, aber auch andere Volksgruppen. Nach dem Beginn des russischen Überfalls auf die Ukraine 2022 flohen knapp drei Millionen Menschen aus der Ukraine nach Russland.

## Geschichte

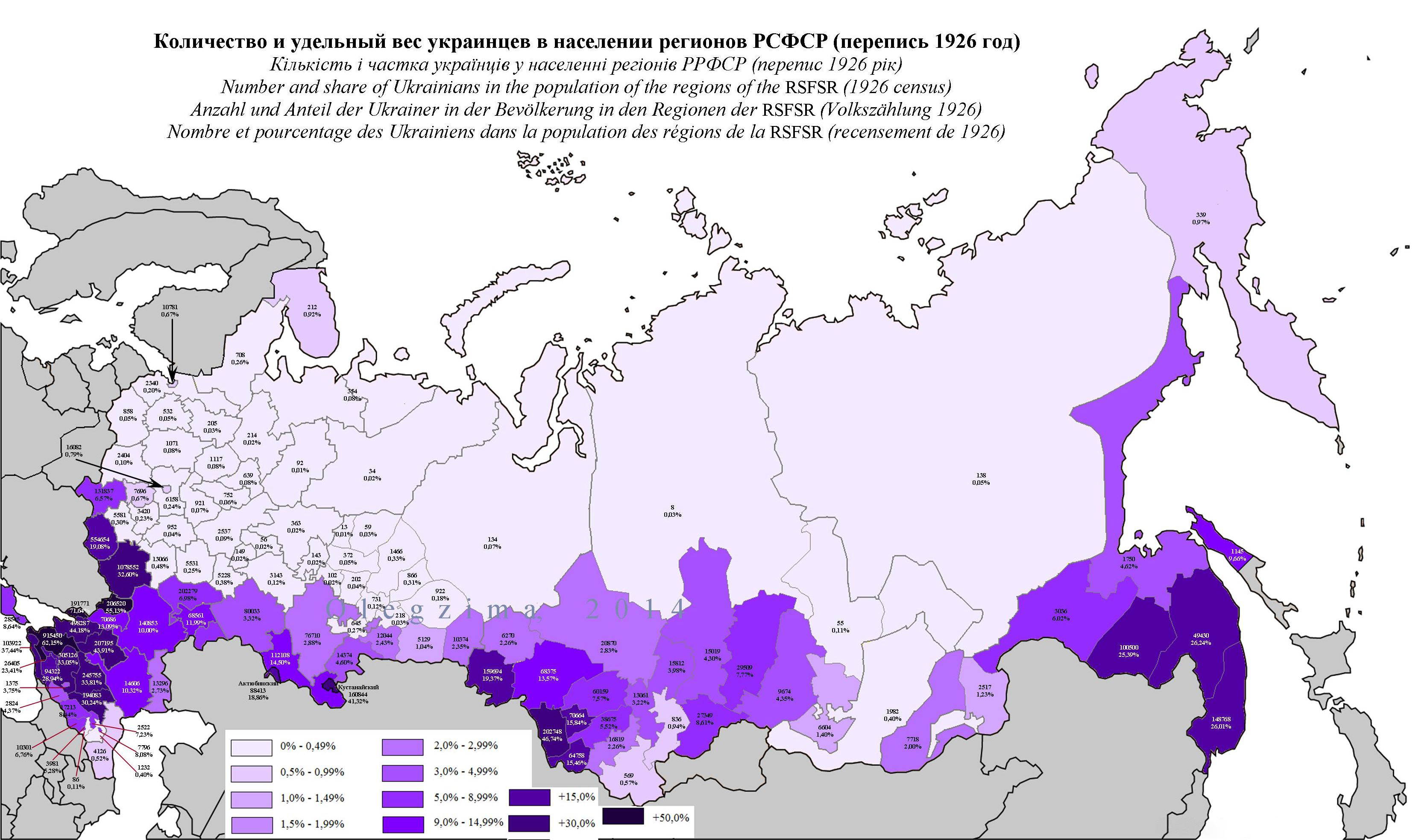
Anteil der Ukrainer in Russland (1926)

Durch den Vertrag von Perejaslaw von 1654 wurde das ukrainische Hetmanat der Kosaken zum Protektorat des russischen Zarenreichs. Dies führte zu einer verstärkten ukrainischen Einwanderung nach Russland, zunächst in die Sloboda-Ukraine, aber auch in die Dongebiete und das Wolgagebiet. Es kam zu einer bedeutenden Migration nach Moskau, insbesondere von ukrainischen Kirchenvertretern, Priestern und Mönchen, Gelehrten und Lehrern, Künstlern, Übersetzern, Sängern und Kaufleuten. Die Ukrainer nahmen eine wichtige Rolle im Klerus der russisch-orthodoxen Kirche ein. Ukrainer wie Stefan Jaworski oder Theophan Prokopowitsch wurden Metropoliten von Moskau. Auch die ukrainische Präsenz in der russischen Armee nahm deutlich zu. Der größte Zustrom erfolgte nach der Schlacht bei Poltawa im Jahr 1709. Eine große Zahl von Ukrainern ließ sich in der Umgebung von St. Petersburg nieder und war beim Bau der Stadt beteiligt. Gegen Ende des 18. Jahrhunderts wurde das Hetmanat abgeschafft und den Kosaken der Ukraine wurden ihre Autonomierechte genommen. Die Kosaken wurden infolgedessen von den Zaren in dem Kuban-Gebiet angesiedelt.
Ab dem 19. Jahrhundert setzte eine kontinuierliche Migration aus Weißrussland, der Ukraine und Nordrussland ein, um die abgelegenen Gebiete des Russischen Reiches zu besiedeln. Die Aussicht auf freies, fruchtbares Land war für viele Bauern, die bis 1861 in Leibeigenschaft lebten, ein wichtiger Faktor. Bei der Besiedlung der neuen Gebiete leisteten die ethnischen Ukrainer einen wichtigen Beitrag. Zunächst besiedelten die Ukrainer die Grenzgebiete im Kaukasus. Die meisten dieser Siedler stammten aus der linksufrigen Ukraine und Sloboschanschtschyna und ließen sich hauptsächlich in den Gebieten Stawropol und Terek nieder. Einige kompakte Gebiete am Don, an der Wolga und im Ural wurden ebenfalls besiedelt. Die Ukrainer gründeten große Siedlungen innerhalb Russlands und bildeten in einigen Zentren die Mehrheit. Sie pflegten weiterhin ihre Traditionen, ihre Sprache und ihre Architektur. Ihre Dorfstruktur und ihre Verwaltung unterschieden sich etwas von der russischen Bevölkerung, die sie umgab. Wo die Bevölkerung gemischt war, kam es häufig zu einer Russifizierung. Das Russische Reich betrachtete Ukrainer, Russen und Weißrussen offiziell als Klein-, Groß- und Weißrussen, die nach der im kaiserlichen Russland offiziellen Staatsideologie zu einer einzigen russischen Nation (dreieiniges russische Volk) gehörten.

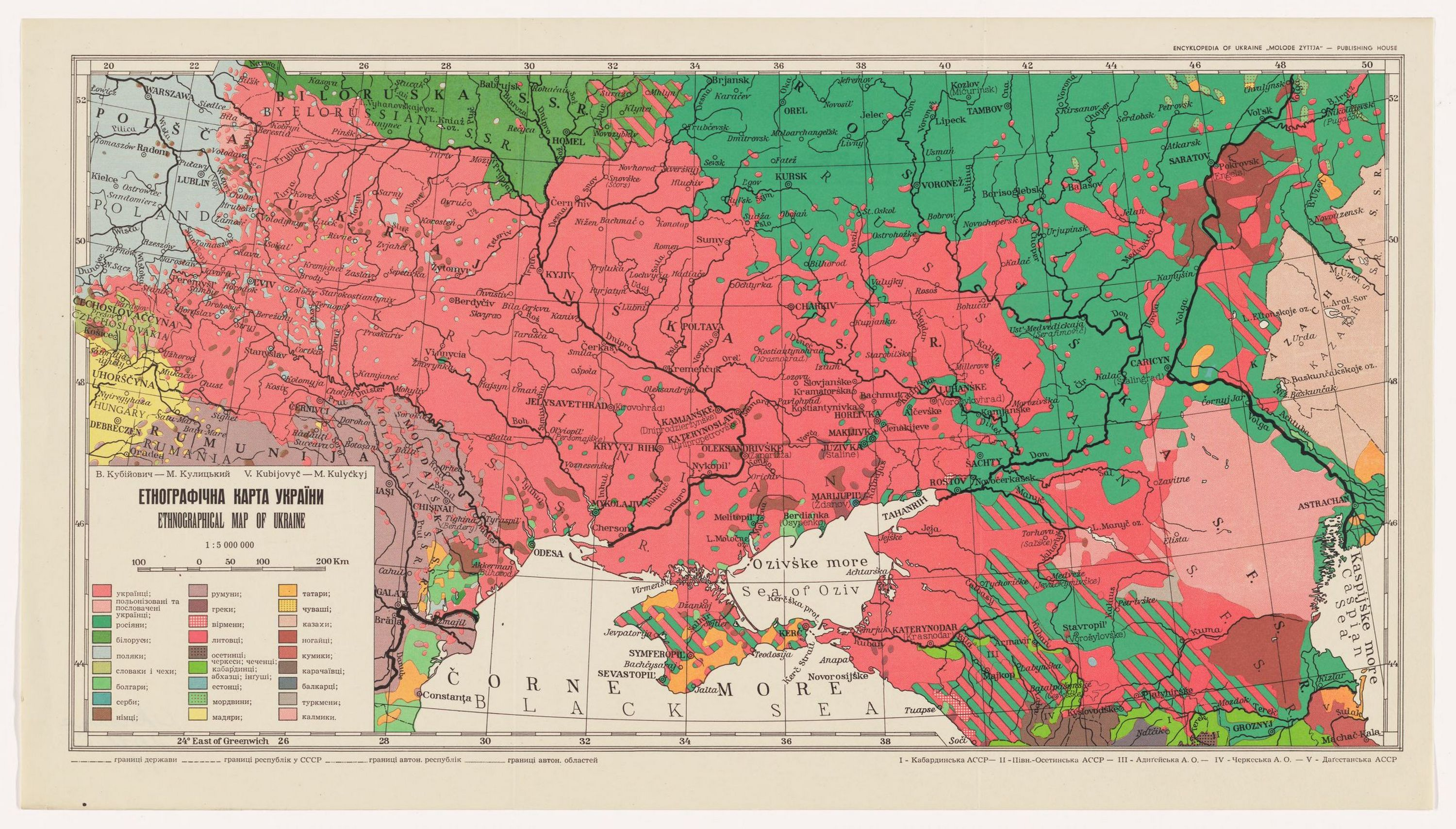
Siedlungsgebiet der Ukrainer (1945)

Die Größe und geografische Ausdehnung der ukrainischen Siedlungen wurde erstmals bei der Volkszählung des Russischen Reiches von 1897 festgestellt, bei der zwar die Sprache, nicht aber die ethnische Zugehörigkeit erfasst wurde. Insgesamt wurden 22.380.551 ukrainischsprachige Personen erfasst, davon 1.020.000 im europäischen Russland und 209.000 im asiatischen Russland. In den neun südwestlichen Gouvernements und der Oblast Kuban wurde in großem Umfang (und in einigen Fällen überwiegend) Ukrainisch gesprochen. Bei der Festlegung der künftigen Grenzen des ukrainischen Staates wurden die Ergebnisse der Volkszählung berücksichtigt. Im Ergebnis waren die ethnografischen Grenzen der Ukraine im 20. Jahrhundert doppelt so groß wie das Kosaken-Hetmanat, das im 18. Jahrhundert in das Russische Reich eingegliedert worden war. In vielen Gebieten der Ukraine lebten allerdings auch Russen und noch andere ethnische Gruppen, sodass nicht von einem geschlossenen Siedlungsgebiet gesprochen werden kann. Mit der Ukrainischen Volksrepublik entstand 1917 erstmals ein moderner ukrainischer Nationalstaat, der die Kuban-Region und die Krim als Staatsgebiet beanspruchte. Dieser Staat wurde jedoch bald von Sowjetrussland eingenommen und als Ukrainische Sozialistische Sowjetrepublik an die Sowjetunion angeschlossen.
Ein Wiederaufflammen des ukrainischen Nationalismus begann gegen Ende der 1980er Jahre unter Michail Gorbatschow. 1991 wurden die Ukraine und Russland mit dem Zerfall der Sowjetunion unabhängige Staaten und nahmen diplomatische Beziehungen miteinander auf. Es entstanden nach 1990 verschiedene Organisationen zur Vertretung der Exilukrainer in Russland. Im Rahmen der negativen Wirtschaftsentwicklung in der post-sowjetischen Ukraine gingen zahlreiche Ukrainer als Gastarbeiter nach Russland, um von den höheren Löhnen zu profitieren. Im Februar 2009 arbeiteten schätzungsweise 3,5 Millionen ukrainische Staatsbürger in der Russischen Föderation, insbesondere in der Stadt Moskau und in der Bauindustrie.
Ab 2014 wurde eine Reihe von ukrainischen Aktivisten und Organisationen in Russland aus politischen Gründen verfolgt. Einige Beispiele sind der Fall von Oleh Senzow, die Schließung einer ukrainischen Bibliothek in Moskau und die strafrechtliche Verfolgung des Bibliothekspersonals sowie ein Verbot ukrainischer Organisationen in Russland wie des Ukrainischen Weltkongresses. Durch den Krieg im Donbass überquerten knapp eine Million Flüchtlinge aus den vom Krieg betroffenen Gebieten der Ukraine bis 2015 die Grenze zu Russland.
Nach dem Beginn des russischen Überfalls auf die Ukraine 2022 kamen laut Schätzungen drei Millionen Menschen aus der Ukraine nach Russland. Es kam auch zu Berichten über illegale Bevölkerungstransfers durch russische Truppen. Das UN-Menschenrechtsbüro stellte fest: „Es gibt glaubwürdige Behauptungen über erzwungene Transfers von unbegleiteten Kindern in die von Russland besetzten Gebiete oder in die Russische Föderation selbst.“
Am 22. Januar 2024 unterzeichnete der ukrainische Präsident Wolodymyr Selenskyj einen Präsidialerlass „Über historisch von Ukrainern besiedelte Gebiete der Russischen Föderation“, in dem die ukrainische Regierung aufgefordert wurde, Maßnahmen zu ergreifen, um „die nationale Identität der Ukrainer in Russland zu bewahren“, „Fehlinformationen über die Geschichte und Gegenwart der Ukrainer in Russland entgegenzuwirken“ und „die Beziehungen zwischen Ukrainern und anderen von Russland versklavten Völkern zu entwickeln“.

## Ukrainische Siedlungsgebiete in Russland

### Kuban-Region
Die ursprünglichen Schwarzmeerkosaken kolonisierten die Kubanregion ab 1792. Nach dem Kaukasuskrieg und der anschließenden Kolonisierung des Kaukasus vermischten sich die Schwarzmeerkosaken mit anderen ethnischen Gruppen, darunter auch mit der einheimischen tscherkessischen Bevölkerung. Nach der Volkszählung von 1897 bezeichneten 47,3 % der Kuban-Bevölkerung (einschließlich der zahlreichen Nichtkosaken, die im 19. Jahrhundert aus der Ukraine und Russland eingewandert waren) ihre Muttersprache als Kleinrussisch (die offizielle Bezeichnung für die ukrainische Sprache), während 42,6 % ihre Muttersprache als Großrussisch bezeichneten. Während des russischen Bürgerkriegs schloss die ansässige Kosakenrada ein Militärbündnis mit der Ukrainischen Volksrepublik und erklärte Ukrainisch zur Amtssprache der Volksrepublik Kuban. Unter den Sowjets wurde die Entkosakisierung eingeleitet und zahlreiche Kosaken deportiert und ermordet. Ende der 1930er Jahre entschieden sich viele Nachkommen der Kosaken dafür, sich als Russen zu identifizieren. Im 21. Jahrhundert bezeichnen sich nur noch weniger als zwei Prozent der Bevölkerung der Kuban-Region als Ukrainer.

### Grüne Ukraine

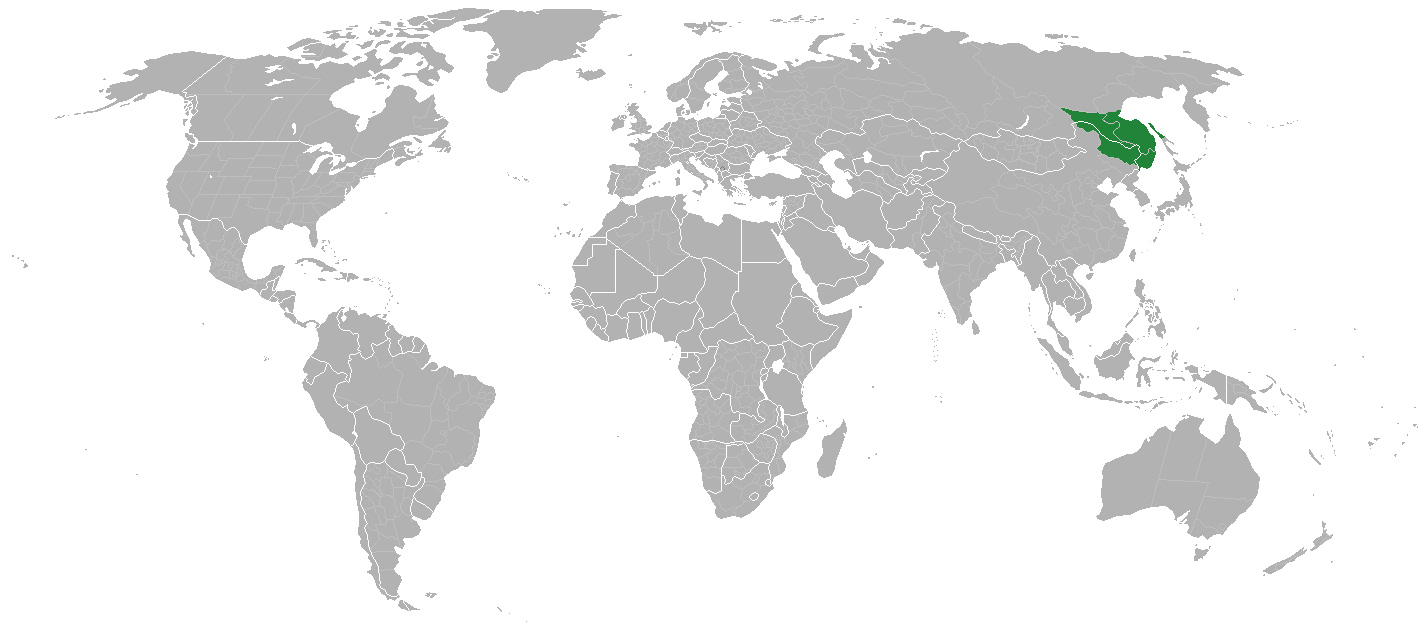
Grüne Ukraine

Die Grüne Ukraine wird oft auch als Selenyj Klyn bezeichnet. Dabei handelt es sich um ein von Ukrainern besiedeltes Gebiet im Fernen Osten Sibiriens, das am Fluss Amur und am Pazifischen Ozean liegt. Die Bezeichnung Grüne Ukraine stammt von den vielen ukrainischen Siedlern. Das Gebiet umfasst über 1.000.000 Quadratkilometer. Die Ukrainer machten 1926 26 % der Bevölkerung aus. 1918 gab es mit dem Zerfall des Russischen Reiches Ambitionen zur Gründung eines eigenen Staates im Fernen Osten. In der heutigen Zeit bezeichnen sich die meisten Einwohner in Volkszählungen als Russen, da durch jahrzehntelange Assimilierung eine eigenständige ukrainische Identität verloren gegangen ist.

### Graue Ukraine

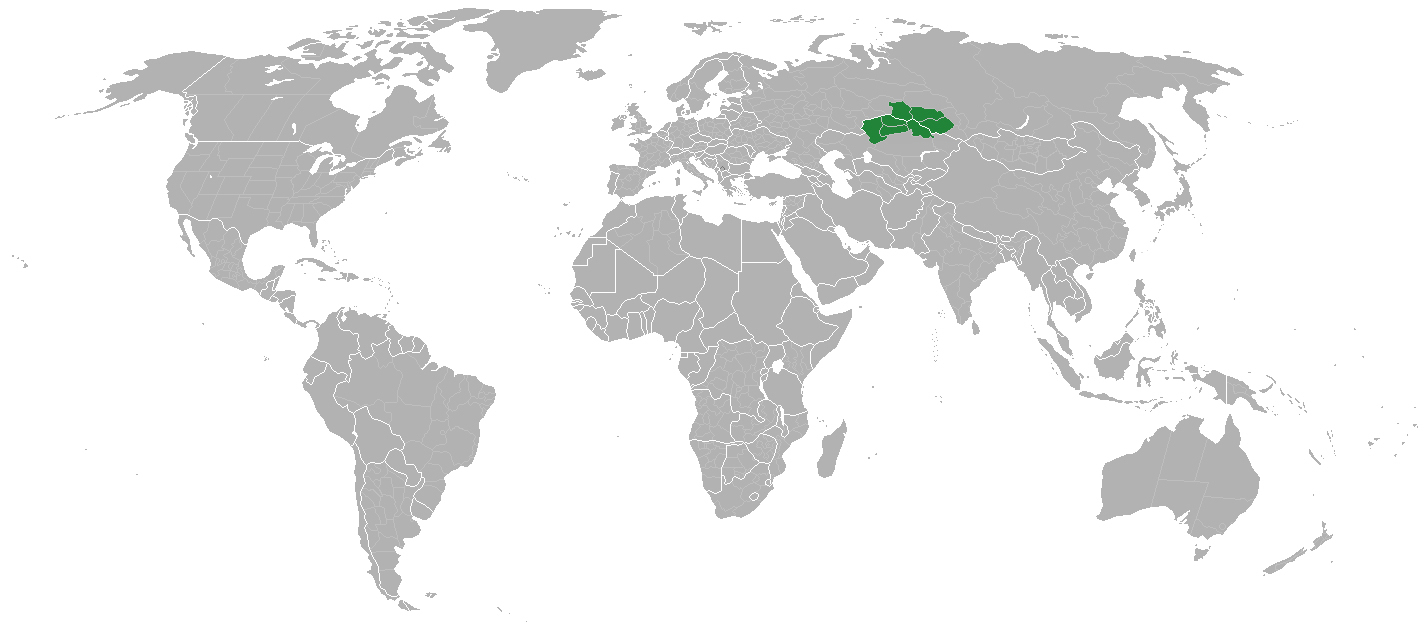
Graue Ukraine

Die Graue Ukraine oder Siry Klyn (wörtlich: „grauer Keil“) entwickelte sich um die Stadt Omsk in Westsibirien. Die Ansiedlung von Menschen jenseits des Uralgebirges begann in den 1860er Jahren und wurde von den Zaren zur Erschließung Sibiriens gefördert. Auch in Nordkasachstan siedelten sich Ukrainer an. In den Jahren 1917–1920 gab es auch Versuche, eine autonome ukrainische Region zu bilden. Insgesamt ließen sich vor 1914 knapp 1,6 Millionen Auswanderer aus der Ukraine in der Region nieder. Laut der russischen Volkszählung von 2002 bezeichneten sich 77.884 Menschen in der Region Omsk als Ukrainer, womit die Ukrainer dort nach Russen und Kasachen die drittgrößte ethnische Gruppe sind.

### Gelbe Ukraine

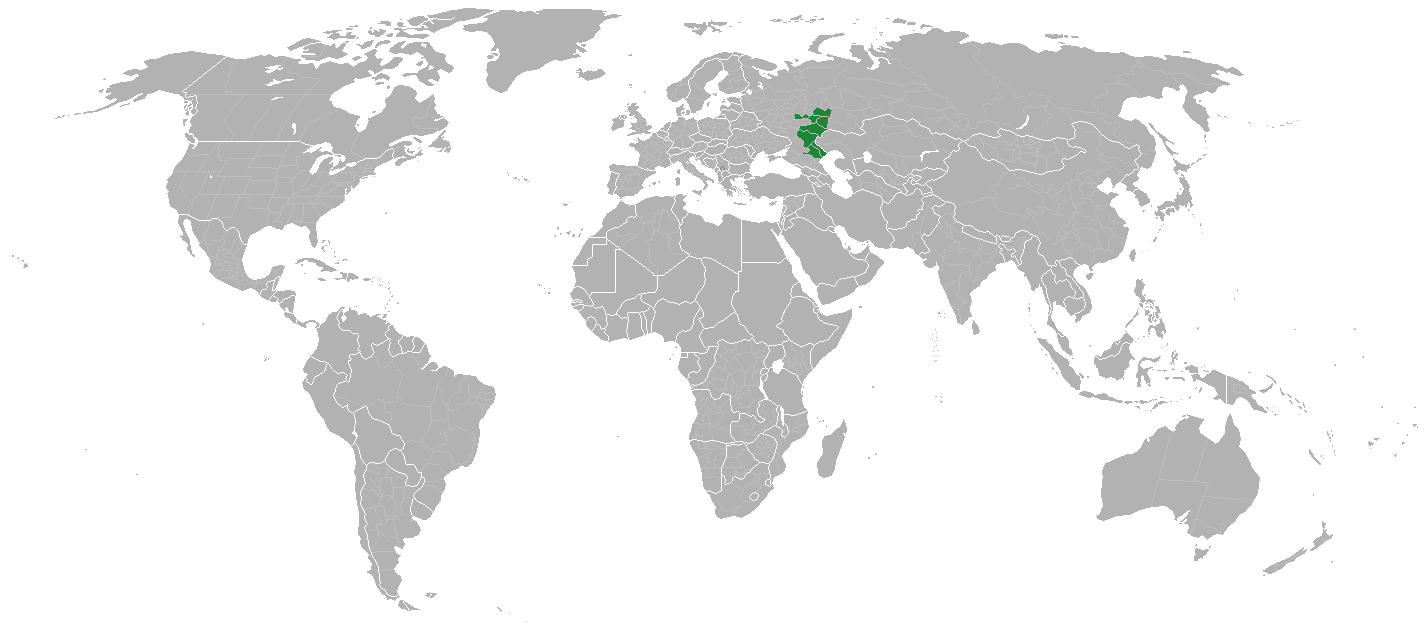
Gelbe Ukraine

Die Siedlung Gelbe Ukraine oder Schowtyj Klyn (der Gelbe Keil) wurde bald nach dem Vertrag von Perejaslaw 1659 etabliert. Benannt nach den gelben Steppen an der mittleren und unteren Wolga, lebten die Kolonisten gemeinsam mit den Wolgakosaken, und sie siedelten sich vor allem um die Stadt Saratow an. Neben Ukrainern wanderten auch Wolgadeutsche und Mordwinen in großer Zahl ein. Im 21. Jahrhundert ist der größte Teil der Bevölkerung in der gesamten Region in die russische Mehrheitsbevölkerung assimiliert, obwohl es noch einige kulturell ukrainische Dörfer gibt.

### Andere Gebiete
In zahlreichen Großstädten Russlands haben sich Ukrainer angesiedelt. Moskau hat seit dem 17. Jahrhundert eine bedeutende ukrainische Präsenz. Ein ukrainisches Viertel befand sich bei Kitai-Gorod. In den ersten Jahren nach der Revolution von 1905 war Moskau eines der wichtigsten Zentren der ukrainischen Nationalbewegung. Moskaus damals knapp 300.000 Ukrainer spielten auch eine aktive Rolle im Widerstand gegen den Putschversuch vom August 1991.
Als Sankt Petersburg während der Zeit des Russischen Reiches Hauptstadt war, zog es Menschen aus vielen Nationen an, darunter auch aus der Ukraine. Iwan Masepa sandte im Auftrag von Peter I. viele Ukrainer zum Aufbau von Sankt Petersburg. Die ukrainischen Dichter Taras Schewtschenko und Dmitri Bortnjanski verbrachten die meiste Zeit ihres Lebens in Sankt Petersburg.

## Demografie
Die ukrainische Bevölkerung in Russland unterlag im historischen Zeitverlauf starken Schwankungen. Bei der Volkszählung 1926 gab es 6,8 Millionen Ukrainer in der Russische Sozialistische Föderative Sowjetrepublik. Bei den beiden Volkszählungen von 2010 und 2021 war die Anzahl der Ukrainer stark rückläufig und sank gegenüber 1989 um drei Viertel. Dieser starke Rückgang der ethnischen Selbstidentifikation als Ukrainer deutet auf Assimilation von ukrainischstämmdien Menschen in die russische Mehrheitsbevölkerung hin. Es kam zudem zu einem weitgehenden Verlust der ukrainischen Sprache und die meisten Ukrainer in Russland sind russischsprachig. Sie sind zudem üblicherweise Anhänger der russisch-orthodoxen Kirche oder religionslos. Ein weiterer Grund für die sinkende Zahl der Ukrainer könnte die nach 2014 begonnene Diskriminierung der ukrainischen Sprache und Identität sein, da mit dem Beginn des Konflikts Ukrainer mit den Banderisten in Verbindung gebracht wurden und es zu Repressionen gegen ukrainische Organisationen kam. Die Anzahl von Menschen ukrainischer Abstammung übersteigt die Zahl der sich selbst als Ukrainer identifizierenden Menschen um ein Mehrfaches. Eine ukrainische Abstammung lässt sich häufig an den für Ukrainer typischen Namensendungen ko/ka gegenüber dem russischen kow/kowa beim Nachnamen erkennen.
| Zensus | Anzahl Ukrainer | Anteil der Gesamtbevölkerung |
| ------ | --------------- | ---------------------------- |
| 1926   | 6.870.976       | 7,41 %                       |
| 1939   | 3.205.061       | 3,07 %                       |
| 1959   | 3.359.083       | 2,86 %                       |
| 1970   | 3.345.885       | 2,57 %                       |
| 1979   | 3.657.647       | 2,66 %                       |
| 1989   | 4.362.872       | 2,97 %                       |
| 2002   | 2.942.961       | 2,03 %                       |
| 2010   | 1.927.988       | 1,40 %                       |
| 2021   | 884.007         | 0,60 %                       |

## Bekannte ukrainische Russen
Zu den Russen mit partiellen oder vollständigen Wurzeln in der Ukraine gehören:
- Alexander Besborodko (1747–1799), Staatsmann
- Michail Ostrogradski (1801–1861), Mathematiker
- Nikolai Gogol (1809–1852), Schriftsteller
- Pjotr Iljitsch Tschaikowski (1840–1893), Komponist
- Nikolai Miklucho-Maklai (1846–1888), Künstler, Humanist, Anthropologe und Biologe
- Wladimir Korolenko (1853–1921), Schriftsteller
- Wera Cholodnaja (1893–1919), Schauspielerin
- Trofim Lyssenko (1898–1976), Biologe
- Roman Rudenko (1907–1981), Jurist, Generalstaatsanwalt der UdSSR
- Pawel Sudoplatow (1907–1996), Spion
- Walentin Gluschko (1908–1989), Ingenieur
- Sergei Bondartschuk (1920–1994), Filmregisseur, Drehbuchautor und Schauspieler
- Leonid Gaidai (1923–1993), Regisseur
- Igor Schafarewitsch (1923–2017), Mathematiker
- Raissa Gorbatschowa (1932–1999), Ehefrau von Michail Gorbatschow
- Wassili Lanowoi (1934–2021), Schauspieler
- Juri Kowaltschuk (* 1951), Oligarch
- Sergei Tereschtschenko (1951–2023), Politiker
- Gennadi Timtschenko (* 1952), Oligarch
- Anna Politkowskaja (1958–2006), Journalistin und Autorin
- Alexei Nawalny (1976–2024), Anwalt und Politiker
- Sergei Magnitski (1972–2009), Anwalt
- Wladimir Kramnik (* 1975), Schachspieler
- Roman Pawljutschenko (* 1981), Fußballspieler
- Artjom Dsjuba (* 1988), Fußballspieler